# Alejandro Damián González
Alejandro Damián González Hernández (Montevideo, Uruguay, 23 de marzo de 1988) es un futbolista uruguayo. Juega como defensa central y su equipo actual es Miramar Misiones de la primera división de Uruguay.

## Trayectoria

### Peñarol
Alejandro González es un jugador salido de las inferiores de Peñarol. En 2006 fue ascendido a Primera División por Gregorio Pérez, lo que marcaría el inicio de su carrera como futbolista profesional. En el mismo año disputó, con la Selección Uruguaya de Fútbol, el Campeonato Sudamericano Sub-17. Dos años más tarde volvería a vestir la Celeste para jugar el Sudamericano Sub-20. 
En el 2008, al no encontrar un lugar en el primer equipo, fue cedido a préstamo por primera vez para que ganara minutos y experiencia en Primera, en Tacuarembó. 
En 2009 pegaría un pequeño gran salto al exterior, cuando se fue a préstamo a jugar en el Sporting Cristal. Este momento marcó una etapa importante en su carrera, ya que a su regreso a Peñarol en 2010, vino con mucha más madurez y experiencia. 
En el 2010 sumó varios minutos, aunque siempre fue tenido en cuenta como suplente. Fue campeón uruguayo 2009-10. La gran explosión futbolística de Alejandro se dio en la primera mitad del 2011, cuando debido a distintos factores terminó siendo titular en el equipo que llegaría a la final de la Copa Libertadores, pero jugando como lateral y no como zaguero. Diego Aguirre le confió la cinta de capitán para la Gira Europea de 2011, debido a la baja por lesión de Darío Rodríguez. A pesar de ser un jugador joven, era el tercer capitán del equipo. Convirtió su primer gol con Peñarol el 26 de noviembre de 2011 frente a Rampla Juniors, en el triunfo por 4-1 del equipo. 
Luego de ser Campeón Uruguayo 2012-13 fue transferido al recién ascendido a la Serie A, Hellas Verona. Jugó al lado de Luca Toni, Javier Saviola, Rafael Márquez y su compatriota Guillermo Rodríguez. 
Luego de su pasaje por Hellas Verona, fue cedido al Cagliari en calidad de préstamo por 6 meses y con opción a compra, sin embargo, descendió de categoría con los isleños. Luego fue cedido a préstamo por una temporada al Ternana Calcio.
Por un paso por diversos equipos de la Serie B de Italia, como Avellino y Perugia, vuelve a Sudamérica para jugar por el Club Deportivo Palestino de Chile.

### Sporting Cristal
Luego de haber dejado una grata impresión en su primer paso por Sporting Cristal, fue oficializado como nuevo refuerzo del club cervecero el 3 de enero, su contrato será por 2 temporadas.

## Estadísticas

### Clubes
| Club                      | País    | Año         | Partidos | Goles | Asistencias | Promedio |
| ------------------------- | ------- | ----------- | -------- | ----- | ----------- | -------- |
| Peñarol                   | Uruguay | 2006 - 2008 | 15       | 0     | 0           | 0,00     |
| Tigres UANL (cedido)      | México  | 2008        | 0        | 0     | 0           | 0,00     |
| Tacuarembó (cedido)       | Uruguay | 2008        | 10       | 0     | 0           | 0,00     |
| Sporting Cristal (cedido) | Perú    | 2009        | 43       | 1     | 0           | 0,02     |
| Peñarol                   | Uruguay | 2010 - 2013 | 104      | 1     | 2           | 0,02     |
| Hellas Verona F. C.       | Italia  | 2013 - 2014 | 18       | 0     | 0           | 0,00     |
| Cagliari (cedido)         | Italia  | 2015        | 8        | 0     | 0           | 0,00     |
| Ternana (cedido)          | Italia  | 2015 - 2016 | 40       | 1     | 1           | 0,05     |
| Avellino (cedido)         | Italia  | 2016 - 2017 | 36       | 0     | 1           | 0,02     |
| Hellas Verona             | Italia  | 2017 - 2018 | 1        | 0     | 0           | 0,00     |
| Perugia                   | Italia  | 2018        | 2        | 0     | 0           | 0,00     |
| Palestino                 | Chile   | 2018 - 2019 | 34       | 0     | 0           | 0,00     |
| Barcelona SC              | Ecuador | 2019        | 10       | 0     | 1           | 0,02     |
| Defensor Sporting         | Uruguay | 2020        | 15       | 0     | 0           | 0,00     |
| Sporting Cristal          | Perú    | 2021        | 33       | 0     | 1           | 0,02     |
| Universidad San Martín    | Perú    | 2022        | 31       | 1     | 0           | 0,03     |
| Miramar Misiones          | Uruguay | 2023-Act.   | 29       | 1     | 0           | 0,03     |
| Total                     | Total   | Total       | 429      | 5     | 6           | 0,02     |

- Actualizado el 26 de noviembre de 2023.

## Palmarés

### Torneos nacionales
| Título              | Club             | País    | Año     |
| ------------------- | ---------------- | ------- | ------- |
| Campeonato Uruguayo | Peñarol          | Uruguay | 2009-10 |
| Campeonato Uruguayo | Peñarol          | Uruguay | 2012-13 |
| Copa Chile          | Palestino        | Chile   | 2018    |
| Copa Bicentenario   | Sporting Cristal | Perú    | 2021    |